# Fed-kupa
A Fed-kupa (új nevén Billie Jean King-kupa) a tenisz sportágának első nemzetközi jellegű női csapatversenye, csapatvilágbajnoksága (a férfiaknál hasonló verseny a Davis-kupa). A sorozat 1963-ban indult, megünnepelve a Nemzetközi Teniszszövetség (ITF) megalakulásának 50. évfordulóját. A kupaverseny 2020 óta viseli a sportág kiemelkedő képviselőjének, Billie Jean Kingnek a nevét.

## Története
A Fed-kupa ötlete 1919-ből származik, mikor Hazel Hotchkiss Wightman felvetett egy koncepciót egy női csapatbajnokság létrehozására. Mikor ezt elutasították, helyette újabb ötlettel rukkolt elő 1923-ban, melyben felvázolt egy évente megrendezendő versenyt az Egyesült Államok és Nagy Britannia csapatai között, akik abban az időben a két legerősebb tenisz-nemzetnek számítottak. Később Nell Hopman, a legendás Ausztrál Davis-kupa csapat kapitányának Harry Hopmannek a felesége karolta fel Wightman eredeti ötletét.
1962-ben egy Egyesült Államokban élő brit, Mary Hardwick Hare, támogatásáról biztosította az ITF-et, amennyiben a szövetség kiír egy évente megrendezendő női csapatbajnokságot, ahol a játékosok egy hét alatt megmérkőzhetnek egymással. Ezzel végül 40 évvel Wightman ötlete után, sikeresen realizálódott a sorozat. 1963-ban, az ITF útjára indította a Federation-kupát (Federation Cup), ami minden nemzet számára nyitott volt, nem csak az Egyesült Államoknak és Nagy Britanniának. A verseny indítását hamar átütő siker követte.
A verseny helyszínei évente változnak, időtartama eleinte egy hét volt. A tenisz éllovasai kezdetektől fogva támogatták a sorozatot. Az első viadalt a londoni Queen's Club-ban rendezték, a benevezett 16 ország részvételével – köztük volt Magyarország is. Döntőjébe az akkori kor tenisz nagyhatalmainak tekintett Egyesült Államok, és Ausztrália jutott, melyből a Darlene Hard, Billie Jean King, Margaret Smith, Lesley Turner alkotta amerikai csapat került ki győztesen. Ezen két ország büszkélkedhet a mai napig a legtöbb győzelemmel, illetve döntőbe jutással. Az USA csapata 29 döntő, ebből 18 győzelem, míg Ausztrália 17 döntő és 7 győzelem tulajdonosa. A győzelmek tekintetében a 2000-es években feljött Csehország válogatottja, amely 10 győzelemmel és 1 döntővel rendelkezik.
Az első verseny résztvevőinek nem osztottak pénzjutalmat, a költségeket minden csapat saját maga állta. Szponzorok bevonását csak később engedélyezték, mikor a résztvevők száma (és a verseny költsége) drámaian megnőtt. Elsőként a Colgate cég jelent meg 1976-ban. Az első hosszútávú szerződést a japán kommunikációs óriással, a NEC-kel kötötték, aki 1981-től egészen 1994-ig támogatta a sorozatot.
Az idők során egyre több ország jelezte indulási szándékát, ami lebonyolítási nehézségekhez vezetett. Ezt egy kvalifikációs körrel oldották meg. Az első selejtezőre 1976-ban került sor, amikor 36 ország szeretett volna indulni a tornán. Ekkor 8 csapat döntötte el ki-ki meccsen, hogy ki legyen az a négy, aki csatlakozhat a főtáblán szereplő 28 csapathoz. Az első párbajokat Luxemburg, Mexikó, Fülöp-szigetek és Svájc csapata nyerte, így ők az elsők akik selejtezők során érték el a főtáblát.
A résztvevők további emelkedése miatt a szövetség 1992-ben létrehozta a területi selejtezőcsoportokat. Ezt a lebonyolítási formát nem sokkal később, 1995-ben újra, gyökeresen átszervezték. Az új kor, új követelmények, új lebonyolítási forma új nevet is követelt magának, ettől kezdve a sorozatot a régi név egy rövidített változata a Fed Cup fémjelezi. A versenysorozat lebonyolítási szabályzatát 2016-ban újították meg. 2017-ben 95 nemzet csapata versengett, míg 2019-ben már 108 nemzet csapata vett részt a tornán.
2020-tól a világcsoport döntője helyett 12 résztvevővel egy helyszínen rendezik a Fed-kupa finálét. Az első három évben Budapest rendezte volna a döntőt, de két alkalommal a járványhelyzet miatt elmaradt, majd a magyar szövetség elállt a lebonyolítástól.
2020 szeptemberében a Nemzetközi Teniszszövetség bejelentette, hogy a kupát Billie Jean Kingről nevezi el. A versenysorozat hivatalos elnevezése BNP Paribas Billie Jean King-kupa lesz.

## Lebonyolítás

### Torna
Miközben egyre több nemzet vesz részt évről évre a Fed-kupa sorozatán, addig mindössze 16 csapat juthat az elit csoportokba. (8 csapat a világcsoportba és 8 a 2. világcsoportba.)
2020-ig a világcsoport és a 2. világcsoport szakaszai a következők voltak:
(a) Világcsoport: Az a 4 csapat akik továbbjutottak a világcsoport első körén, azok a következő évben is maradnak a legmagasabb csoportban. Az első kör veszteseinek selejtezőt kell játszania a 2. világcsoport 4 győztesével. A párharcok kimenetelei döntenek arról, hogy ki marad, ki jut fel illetve ki esik ki a világcsoport küzdelmeiből. (Az újrajátszások 4 győztese a következő évet a világcsoportban, míg a 4 vesztes a 2. világcsoportban kezdheti meg.)
(b) 2. világcsoport: Az a 4 csapat akik megnyerték a 2. világcsoport párharcait, azok jogot nyertek arra, hogy a világcsoport első körének veszteseivel megmérkőzzenek a világcsoportba jutásért. Aki nyer az feljut az elitcsapatokhoz, aki veszít az a 2. világcsoport küzdelmeiben vesz majd részt. A 2. világcsoport párharcai veszteseinek pedig a területi selejtezők győzteseivel kell megmérkőzniük a 2. világcsoportban maradásért. Aki veszít, az visszaesik a saját területi csoportjába.
A Fed-kupa küzdelmei több szintre szerveződtek. A legmagasabb szinten a világcsoport 8 csapata található, őket a 2. világcsoport 8 csapata követi. Ez alatt a Fed-kupa által létrehozott területi zónák csoportjai találhatók. Ezek a zónák a következők: Az Amerikai zóna, az Európai/Afrikai zóna valamint az Ázsiai/Óceániai zóna. Ezek a területi zónák is több csoportra oszlanak. Az amerikai és az ázsiai/óceániai zóna csapatai 2, míg az európai/afrikai zóna csapatai 3 csoportba szerveződnek.
A területi zóna csoportküzdelmei alatt minden csoportból bizonyos számú csapat juthat fel a magasabban rangsorolt csoportba illetve eshet ki egy alacsonyabb csoportba. A 2. világcsoport rájátszásába mindig 4 csapat kerülhet. Ezt a 4 csapatot az amerikai területi csoport győztese, az ázsiai/óceániai területi csoport győztese valamint a 2 európai/afrikai területi csoport győztes csapata alkotja.
2020-tól a világcsoport döntője helyett egy helyszínen, 12 csapat részvételével rendezik a Fed-kupa finálét. Ennek résztvevői: az előző világcsoport döntő két résztvevője, egy szabadkártyás ország, valamint a kvalifikációs kör nyolc győztes csapata.
A fináléban a 12 csapatot négy hármas csoportba sorsolják, amelyekből a csoportgyőztesek jutnak tovább az elődöntőbe, annak győztesei alkotják a döntő két csapatát. A csapatok párviadalait két egyéni és egy páros mérkőzés alkotja.

### A lebonyolítás szerkezete

#### A formátum 2016–2019 között
A Fed-kupa 2016–2019 között érvényes lebonyolítási szerkezetét az alábbi ábra mutatja:
| Szint | Csoport(ok) | Csoport(ok)                             | Csoport(ok)                              |
| ----- | --- | --------------------------------------- | ---------------------------------------- |
| 1     | Világcsoport I 8 ország | Világcsoport I 8 ország                 | Világcsoport I 8 ország                  |
|       | Világcsoport I rájátszás (playoff) 4 ország a Világcsoport I-ből + 4 ország a Világcsoport II-ből                                                                                |                                         |                                          |
| 2     | Világcsoport II 8 ország | Világcsoport II 8 ország                | Világcsoport II 8 ország                 |
|       | Világcsoport II rájátszás (playoff) 4 ország a Világcsoport II-ből + 2 ország az Euro/Afrikai zóna I-ből + 1 ország az Amerika zóna I-ből + 1 ország az Ázsia/Óceánia zóna I-ből |                                         |                                          |
| 3     | Amerikai zóna I csoport 8 ország | Euro/Afrikai zóna I csoport 14 ország   | Ázsia/Óceániai zóna I csoport 8 ország   |
| 4     | Amerikai zóna II csoport 10 ország | Euro/Afrikai zóna II csoport 8 ország   | Ázsia/Óceániai zóna II csoport 13 ország |
| 5     | | Euro/Afrikai zóna III csoport 22 ország |                                          |

#### A formátum 2020-tól
2020-tól a lebonyolítás módja részben megváltozott. Az I-III. világcsoportok szintjén változatlanul megmaradt a három zóna, amelyek közül az amerikai és az ázsiai/óceáni két divízióra, az euro/afrikai három divízióra oszlik. A divíziók mérkőzéseit egy helyszínen, egy hét alatt körmérkőzéses formában rendezik. A divíziókon belül a résztvevő országok számától függő számú csoportokat alakítanak ki, amelyek győztesei rájátszás után döntik el, melyik nyolc csapat jut egy szinttel feljebb, illetve az I. csoportból tovább a Fed-kupa rájátszásba. A csoportkörök során a csapatok három mérkőzést játszanak, egy-egy egyéni és egy páros játékra kerül sor.
A Fed-kupa rájátszást ugyanazon a héten rendezik, mint a Fed-kupa finálét. Résztvevői az I. csoportból továbbjutott nyolc csapat, valamint az előző évi kvalifikációs kör során vesztes nyolc csapat. A rájátszásban vesztes csapatok az I. csoportba esnek vissza, míg a győztes csapatok továbbjutnak a következő évi kvalifikációs körbe. A rájátszás során a csapatok egymás ellen öt mérkőzést játszanak: két-két egyéni és egy páros játékra kerül sor.
A kvalifikációs körben a rájátszásból feljutó nyolc csapat mérkőzik az előző évi Fed-kupa finálé 3-10. helyezettjével. A kvalifikációs körben a csapatok öt mérkőzést játszanak, két-két egyéni és egy páros játékra kerül sor. A nyolc győztes csapat továbbjut a Fed-kupa fináléba, a vesztes csapatok a következő évben a rájátszási körben vesznek részt.
A Fed-kupa fináléban 12 csapat vesz részt, ezek: az előző évi Fed-kupa finálé két döntőse, a kvalifikációs kör nyolc győztese, egy szabad kártyát kapó ország, valamint a rendező ország csapata. A csapatok négy háromfős csoportot alkotnak, amelyen belül körmérkőzést játszanak. A csoportgyőztesek az elődöntőbe jutnak, az elődöntők győztesei vívják a döntőt. A döntő két résztvevő országa a következő évben is a Fed-kupa finálé résztvevője. A finálé 3-10. helyezettje a következő évben a kvalifikációs körben indulhat, míg a 11-12. helyezett a következő évben a világcsoport I. regionális küzdelmeiben vehet részt. A Fed-kupa finálé mérkőzésein két egyéni és egy páros mérkőzést játszanak.
| Szint | Csoport(ok) | Csoport(ok) | Csoport(ok) |
| ----- | --- | --- | --- |
| 1     | Fed-kupa finálé (12 ország) az előző évi 2 döntős + a kvalifikációs kör 8 győztese + 1 szabadkártyás + a házigazda ország                                                                        | Fed-kupa finálé (12 ország) az előző évi 2 döntős + a kvalifikációs kör 8 győztese + 1 szabadkártyás + a házigazda ország                                                                        | Fed-kupa finálé (12 ország) az előző évi 2 döntős + a kvalifikációs kör 8 győztese + 1 szabadkártyás + a házigazda ország                                                                        |
| 2     | Kvalifikációs kör (16 ország) 8 ország a Fed-kupa rájátszásból + 8 ország: az előző évi Fed-kupa finálé 3–10 helyezettje                                                                         | Kvalifikációs kör (16 ország) 8 ország a Fed-kupa rájátszásból + 8 ország: az előző évi Fed-kupa finálé 3–10 helyezettje                                                                         | Kvalifikációs kör (16 ország) 8 ország a Fed-kupa rájátszásból + 8 ország: az előző évi Fed-kupa finálé 3–10 helyezettje                                                                         |
| 3     | Fed-kupa rájátszás (playoff) (16 ország) az előző évi kvalifikációs kör 8 vesztese + 4 ország az Euro/Afrikai zóna I-ből + 2 ország az Amerika zóna I-ből + 2 ország az Ázsia/Óceánia zóna I-ből | Fed-kupa rájátszás (playoff) (16 ország) az előző évi kvalifikációs kör 8 vesztese + 4 ország az Euro/Afrikai zóna I-ből + 2 ország az Amerika zóna I-ből + 2 ország az Ázsia/Óceánia zóna I-ből | Fed-kupa rájátszás (playoff) (16 ország) az előző évi kvalifikációs kör 8 vesztese + 4 ország az Euro/Afrikai zóna I-ből + 2 ország az Amerika zóna I-ből + 2 ország az Ázsia/Óceánia zóna I-ből |
| 4     | Amerikai zóna I csoport 7 ország | Euro/Afrikai zóna I csoport 7+6 ország | Ázsia/Óceániai zóna I csoport 6 ország |
| 5     | Amerikai zóna II csoport 15+7 ország | Euro/Afrikai zóna II csoport 4+4 ország | Ázsia/Óceániai zóna II csoport 10+8 ország |
| 6     | | Euro/Afrikai zóna III csoport 28 ország | |

### A mérkőzések
2020-tól az I-III. világcsoportok küzdelmei továbbra is 3 mérkőzésből állnak (két egyes és egy páros mérkőzés). A rájátszás, a kvalifikációs kör és a Fed-kupa finálé küzdelmei azonban öt mérkőzés alapján dőlnek el (négy egyes és egy páros mérkőzés).

## Rekordok és statisztikák

### Csapatok
| Ország                     | Melyik évben győztes                                                                                            | Döntős                                                                      |
| -------------------------- | --- | --------------------------------------------------------------------------- |
| Amerikai Egyesült Államok  | 1963, 1966, 1967, 1969, 1976, 1977, 1978, 1979, 1980, 1981, 1982, 1986, 1989, 1990, 1996, 1999, 2000, 2017 (18) | 1964, 1965, 1974, 1985, 1987, 1991, 1994, 1995, 2003, 2009, 2010, 2018 (12) |
| Csehszlovákia · Csehország | 1975, 1983, 1984, 1985, 1988, 2011, 2012, 2014, 2015, 2016, 2018 (11)                                           | 1986 (1)                                                                    |
| Ausztrália                 | 1964, 1965, 1968, 1970, 1971, 1973, 1974 (7)                                                                    | 1963, 1969, 1975, 1976, 1977, 1978, 1979, 1980, 1984, 1993, 2019 (11)       |
| Spanyolország              | 1991, 1993, 1994, 1995, 1998 (5)                                                                                | 1989, 1992, 1996, 2000, 2002, 2008 (6)                                      |
| Szovjetunió · Oroszország  | 2004, 2005, 2007, 2008, 2021 (5)                                                                                | 1988, 1990, 1999, 2001, 2011, 2013, 2015 (7)                                |
| Olaszország                | 2006, 2009, 2010, 2013 (4)                                                                                      | 2007(1)                                                                     |
| Franciaország              | 1997, 2003, 2019 (3)                                                                                            | 2004, 2005, 2016 (3)                                                        |
| Németország                | 1987, 1992 (2)                                                                                                  | 1966, 1970, 1982, 1983, 2014 (5)                                            |
| Dél-afrikai Köztársaság    | 1972 (1) | 1973 (1)                                                                    |
| Belgium                    | 2001 (1) | 2006 (1)                                                                    |
| Szlovákia                  | 2002 (1) | (0)                                                                         |
| Egyesült Királyság         | (0) | 1967, 1971, 1972, 1981 (4)                                                  |
| Hollandia                  | (0) | 1968, 1997 (2)                                                              |
| Svájc                      | (0) | 1998, 2021 (2)                                                              |
| Szerbia                    | (0) | 2012 (1)                                                                    |
| Fehéroroszország           | (0) | 2017 (1)                                                                    |

- Legtöbb egymást követő győzelmi sorozat
  - 7 győzelem –  Amerikai Egyesült Államok, 1976-1982
- Legtöbb egymást követő döntőbe jutás
  - 8 döntő:  Ausztrália, 1973-1980
- Legtöbb game egy párharcban
  - 172 game, Franciaország 4-1 Japán, 1997 Világcsoport első kör.

### Egyéni
- Legfiatalabb játékos
  - Denise Panagopoulou; Görögország; 12 év, 360 nap1
- Legidősebb játékos
  - Gill Butterfield; Bermuda; 52 év, 162 nap
- Legtöbb mérkőzést játszó játékos
  - 100 meccs: Arantxa Sánchez Vicario, Spanyolország
- Legtöbb mérkőzést nyerő játékos
  - Összes: 72, Arantxa Sánchez Vicario, Spanyolország
  - Egyéni: 50, Arantxa Sánchez Vicario, Spanyolország
  - Páros: 38, Larisa Neiland, Szovjetunió/Litvánia

1Jelenleg 14 év a játékosok alsó korhatára.

## A ranglista
A 2020-tól bevezetett új rendszer szerint a korábbiakhoz képest megváltozott a ranglista pontszámítása.
A ranglistapont négy részből tevődik össze:
1. Szakaszpont (S) – az illető ország csapata a versenysorozat mely szintjét érte el;
2. Nyerés utáni bónusz (W) – mértéke attól függ, hogy a versenysorozat mely szintjén győzött az adott ország csapata. Ezeket a pontokat az év során minden győzelem esetén megapják a csapatok.
3. Ranglista bónusz (R) – a nemzetek ranglistáján a megadott helyen szereplő elleni győzelem esetén járó pontok. Ezeket a pontokat az év folyamán a versenysorozat bármely szakában megkapják a csapatok az ellenfél aktuális ranglista helyezése alapján.
4. Idegenbeli győzelem utáni bónusz (A) – 50 bónuszpontot kap az a csapat, amely idegenben győzelmet szerez a kvalifikáció vagy a rájátszások során. Ezeket a pontokat a kvalifikációs körben vagy a rájátszások során kapják meg az idegenben győzelmet arató csapatok.

Csak nyertes csapat szerezhet ranglistapontot. A játék nélkül győztes csapat megkapja a győzelemért járó pontot, de a bónuszpontot nem.
| Szakaszpont (S)    | Nyerési bónusz (W)                                         | Ranglista bónusz (R)            | Idegenbeli bónusz (A)                |
| ------------------ | ---------------------------------------------------------- | ------------------------------- | ------------------------------------ |
| Döntők = 300       | Döntők, döntő = 50                                         | Top#1 elleni győzelem = 50      | Kvalifikáció, rájátszások során = 50 |
| Kvalifikáció = 200 | Döntők, elődöntő = 50                                      | Top#2–#5 elleni győzelem = 30   |                                      |
| I. csoport = 100   | Döntők, csoportszakasz = 25                                | Top#6–#10 elleni győzelem = 20  |                                      |
| II. csoport = 50   | Kvalifikációban = 100                                      | Top#11–#20 elleni győzelem = 10 |                                      |
| III. csoport = 0   | Rájátszásban = 25                                          | Top#21– elleni győzelem = 0     |                                      |
|                    | Az I-III. csoportokban változó max. 120 pont eseményenként |                                 |                                      |

Az éves pontszám (PY) kiszámítása:
```
P
Y
=S + W(*) + T(*) + A
```

A (*) azt jelzi, hogy az év során ezek a pontok több alkalommal szerezhetők a különböző eseményeken. Az S-szerinti pontot az év elején egy alkalommal, az A-szerinti pontot csak a kvalifikáció vagy a rájátszás során lehet megszerezni.
A ranglistapontszám (T) kiszámítása
A Fed-kupa szereplés alapján összeállított nemzetek ranglistája továbbra négyéves gördülő periódust vesz alapul. A következő négyéves periódus első évében az előző periódus első évének pontszámai törlődnek, és így tovább. A szerezhető pontszámok a periódus első évében 100%, második évében 75%, harmadik évében 50%, míg negyedik évében 25% arányban kerülnek beszámításra. A pontszámot két tizedesjegyre kerekítve számolják.
```
T = P
Y
 + (0,75 × P
Y-1
) + (0,5 × P
Y-2
) + (0,25 × P
Y-3
)
```

| Ranglista | Nemzet                    | Pontok  | Vált.   |  | Ranglista | Nemzet             | Pontok | Vált. |
| --------- | ------------------------- | ------- | ------- |  | --------- | ------------------ | ------ | ----- |
| 1         | Franciaország             | 1038,17 | Állandó |  | 11        | Szlovákia          | 676,46 | 1     |
| 2         | Ausztrália                | 965,5   | Állandó |  | 12        | Lettország         | 651,76 | 1     |
| 3         | Amerikai Egyesült Államok | 908,84  | Állandó |  | 13        | Egyesült Királyság | 648,3  | 1     |
| 4         | Csehország                | 873,05  | Állandó |  | 14        | Kazahsztán         | 633,66 | 4     |
| 5         | Fehéroroszország          | 872,08  | Állandó |  | 15        | Svájc              | 630,78 | 4     |
| 6         | Németország               | 825,04  | Állandó |  | 16        | Belgium            | 627,56 | 4     |
| 7         | Oroszország               | 775,74  | Állandó |  | 17        | Olaszország        | 619,92 | 5     |
| 8         | Románia                   | 747,77  | Állandó |  | 18        | Magyarország       | 611,49 | 3     |
| 9         | Spanyolország             | 741,43  | Állandó |  | 19        | Japán              | 596,12 | 2     |
| 10        | Kanada                    | 691,01  | 6       |  | 20        | Lengyelország      | 570,31 | 1     |

## Heart Award
A Heart Award díjat 2009 óta évente ítélik oda a szurkolók szavazata alapján azoknak a játékosoknak, akik kiemelkedően képviselték országukat a Fed-kupa mérkőzései során, és bátor játékukkal kifejezték országuk iránti elkötelezettségüket. Külön díjazzák, az egyes zónák, a kvalifikáció, a világcsoport rájátszások, valamint a világcsoport elődöntő arra érdemes játékosát. A díj mértéke 2000 dollár az egyes zónák, 3000 dollár a kvalifikáció és a világcsoport rájátszás, és 10000 dollár a világcsoport elődöntős játékosnak. A díjat a nyertes játékosok nem kapják kézhez, hanem az általuk kiválasztott valamely jótékonysági célra ajánlhatják fel.
A díj nyertesei
| 2009    | Melanie Oudin            |                        |                          |                          |                      |                      |
|         | Világcsoport elődöntő    | Világcsoport rájátszás | Világcsoport II.         | Amerikai zóna I          | Ázsia/Óceánia zóna I | Európa/Afrika zóna I |
| 2010    | Francesca Schiavone      | Yanina Wickmayer       | Jelena Janković          | Maria Fernanda Alves     | Krumm Date Kimiko    | Katarina Srebotnik   |
| 2011    | Petra Kvitová            | Andrea Petković        | Bojana Jovanovski        | Bianca Botto             | Morita Ajumi         | Viktorija Azaranka   |
| 2012    | Jelena Janković          |                        | Daniela Hantuchová       | Catalina Castaño         | Li Na                | Sofia Arvidsson      |
| 2013    | Sara Errani              |                        | Daniela Hantuchová       | Paula Cristina Gonçalves | Galina Voszkobojeva  | Agnieszka Radwańska  |
| 2014    | Andrea Petković          |                        | Agnieszka Radwańska      | Teliana Pereira          | Szabina Saripova     | Simona Halep         |
| 2015    | Lucie Šafářová           | Flavia Pennetta        | Irina-Camelia Begu       | Verónica Cepede Royg     | Tamarine Tanasugarn  | Çağla Büyükakçay     |
| 2016    | Caroline Garcia          | Hszü Csing-Ven         | Aljakszandra Szasznovics | Nadia Podoroska          | Hszie Su-vej         | Katarina Bondarenko  |
| 2017    | Aljakszandra Szasznovics | Julia Görges           | Arina Szabalenka         | Bianca Andreescu         | Galina Voszkobojeva  | Heather Watson       |
| 2018    | Petra Kvitová            | Eugenie Bouchard       | Kristina Mladenovic      | Montserrat González      | Julija Putyinceva    | Olga Danilović       |
| 2019    | Ashleigh Barty           | Katie Boulter          | Simona Halep             | Carolina Meligeni Alves  | Zarina Dias          | Konta Johanna        |
| 2020–21 | Anastasija Sevastova     | Leylah Fernandez       |                          | Fernanda Contreras Gómez | Szánija Mirza        | Anett Kontaveit      |

## Magyarország szereplése
Magyarország 1963 óta vesz részt a Fed-kupa küzdelmeiben, és a Körmöczy Zsuzsa, Broszmann Zsófia, Bardóczy Klára összetételű csapat rögtön az első évben a világcsoport negyeddöntőjébe jutott, ahol a döntőig jutó Ausztrália ütötte el a további küzdelmektől. Ezt az eredményt még egy alkalommal, 1985-ben sikerült a Temesvári Andrea Bartos Csilla összetételű csapatnak megismételni. Ők a későbbi győztes Csehszlovákiától szenvedtek vereséget.
A magyar női teniszválogatott 2019-ig 44 alkalommal indult a versenysorozaton, ebből 12 alkalommal jutott a világcsoport valamelyik szintű küzdelmeibe. A legtöbb győzelem Mandula Petra nevéhez fűződik, aki 36 mérkőzéséből 28 alkalommal hagyta el győztesen a pályát. A versenyen legtöbbször, 30 alkalommal Jani Réka Luca, 27 alkalommal Temesvári Andrea játszott mérkőzést. A csapat 2003 óta az Európa/Afrika zóna I. csoportjában szerepel, 2018-ban a Stollár Fanny, Gálfi Dalma, Bondár Anna, Jani Réka Luca összetételű csapat kiharcolta a Világcsoport rájátszásába való továbbjutást, a feljutás azonban nem sikerült, mivel a Konta Johanna, Heather Watson összetételű brit csapattól vereséget szenvedtek. 2019-ben a Gálfi Dalma, Bondár Anna, Jani Réka Luca, Nagy Adrienn összeállítású csapat a 3. helyet szerezte meg az Európa/Afrika zóna I. csoportjában, így éppen lemaradt a Világcsoport rájátszásban való részvételről.